# 尚克洛斯
尚克洛斯（法語：Champclause，法語發音：[ʃɑ̃kloz]）是法国上卢瓦尔省的一个市镇，位于该省东部，属于勒皮区。

## 地理
尚克洛斯（45°1'21"N, 4°10'33"E）面积22.27 平方千米，位于法国奥弗涅-罗讷-阿尔卑斯大区上盧瓦爾省，该省份为法国中南部省份，北起多姆山省和卢瓦尔省，西接康塔爾省，南至洛泽尔省，东临阿尔代什省。
与尚克洛斯接壤的市镇（或旧市镇、城区）包括：阿罗勒、利尼翁河畔费、马泽圣瓦、蒙蒂斯克拉、凯里耶尔、圣弗龙、圣于连-沙普特伊。

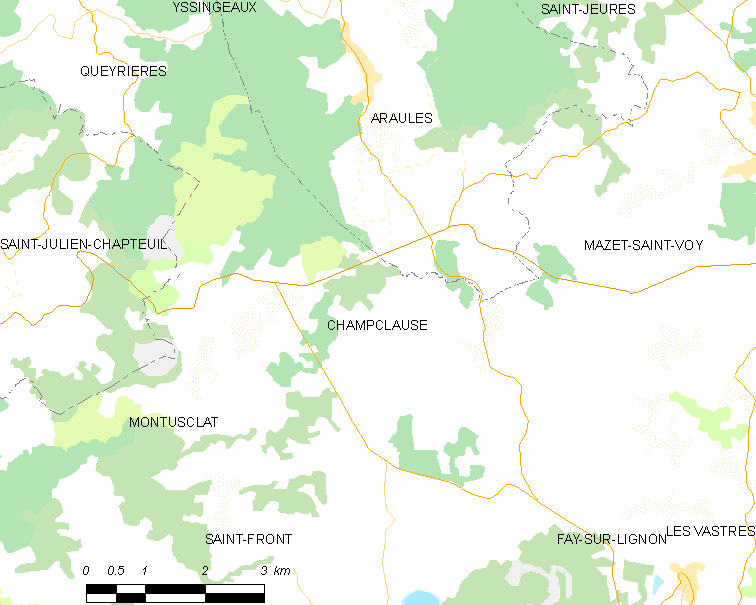
尚克洛斯的OSM定位图

尚克洛斯的时区为UTC+01:00、UTC+02:00（夏令时）。

## 行政
尚克洛斯的邮政编码为43260、43430，INSEE市镇编码为43053。

## 政治
尚克洛斯所属的省级选区为梅藏县。

## 人口

1962-2008年间尚克洛斯人口变化图示

尚克洛斯于2022年1月1日时的人口数量为203人。